# Saimaa-ilmiö
Saimaa-ilmiö é um filme de 1981 dos diretores finlandeses Aki e Mika Kaurismäki. É um documentário sobre três grupos de rock finlandeses a bordo do barco a vapor SS Heinävesi em seu passeio pelo Lago Saimaa.

## Produção
O filme foi rodado de 31 de maio a 7 de junho na turnê Tuuliajolla de 1981 pelos grupos Eppu Normaali, Hassisen Kone e Juice Leskinen Slam. Saimaa-ilmiö apresenta entrevistas com artistas, mais de 20 apresentações ao vivo e diversas músicas acústicas filmadas a bordo do navio.
O título original Saimaa-ilmiö é uma adaptação da tradução finlandesa do filme de suspense de 1979, The China Syndrome (Kiina-ilmiö em finlandês).

## Trilha sonora
O álbum da trilha sonora Tuuliajolla foi lançado pela Poko Rekords. Foi relançado em CD em 1993 e 2007.